# Спас Таушанов
Спас Христов Таушанов е български революционер, терорист на Вътрешната македонска революционна организация.

## Биография
Спас Таушанов е родом от Богданци, Гевгелийско. При избухването на Балканската война в 1912 година е доброволец в Македоно-одринското опълчение, в четата на Гоно Ванев. Участва в Първата световна война в Шести пехотен македонски полк при Единадесета пехотна македонска дивизия. Награден е с орден „За храброст“, IV степен.
Влиза във ВМРО и става терорист на организацията, привърженик на Иван Михайлов. На 6 декември декември 1929 година в Свети Врач, днес Сандански убива Михаил Станоев, член на Протогеровисткото крило на ВМРО.
След Деветосептемврийския преврат е арестуван от комунистическите власти. Лежи в трудови лагери и затвори. Умира в Пазарджишкия затвор.